# Gagnac-sur-Cère
Gagnac-sur-Cère település Franciaországban, Lot megyében. Lakosainak száma 657 fő (2022. január 1.). Gagnac-sur-Cère Altillac, Astaillac, Biars-sur-Cère, Cahus, Cornac, Estal, Girac, Glanes és Laval-de-Cère községekkel határos.

## Népesség
A település népességének változása:
| Lakosok száma | 654  | 664  | 611  | 711  | 682  | 679  | 671  | 670  | 667  | 657  |
|               | 1968 | 1982 | 1990 | 2006 | 2013 | 2015 | 2017 | 2019 | 2020 | 2022 |